# Station Pontarddulais
Pontarddulais is een spoorwegstation van National Rail in Swansea in Wales. Het station is eigendom van Network Rail en wordt beheerd door Transport for Wales. Het station is een request stop, waar treinen alleen stoppen op verzoek.